# Монатик Дмитро Сергійович
Дмитро́ Сергі́йович Мона́тик, сценічний псевдонім MONATIK (нар. 1 квітня 1986, Луцьк, УРСР) — український співак, танцюрист, автор пісень, саундпродюсер, композитор, учасник шоу «X-Фактор», «Танцюють всі!» та «Зірковий ринг», суддя танцювального шоу «Танці з зірками» та тренер вокальних шоу «Голос. Діти» та «Голос країни» на телеканалі «1+1». Заслужений артист України.

## Життєпис

### Дитинство та юність
Народився 1 квітня 1986 року у Луцьку. Його батько працював на заводі, де збирав мотори для літаків та паралельно займався виробництвом поролону. Мати працювала секретаркою в міськвиконкомі. Пізніше батьки заснували власний малий бізнес.
В 2003 році вступив до МАУП на юридичний факультет. У вільний час займався музикою і танцями. Закінчивши університет, він отримав спеціальність юриста.
У 2000—2006 роках був учасником луцького брейкданс-колективу «DBS Crew», який став найкращою «B-boy» командою заходу України.

### 2008—2011: Початок сольної кар'єри
У 2008 році пройшов фінальний кастинг у «Фабриці зірок−2», але все-таки не потрапив до проєкту. Того ж року Могилевська запросила Дмитра на роботу до свого балету, під час її концертної програми «Real O». Саме ця подія і стала «доленосним моментом» для Дмитра, оскільки він погодився і переїхав до Києва.
У цьому ж році зібрав свій перший музичний колектив «Monatique», у складі якого вони провели два живих концерти у рідному місті Дмитра — Луцьку. Гурт грав пісні у стилі funk і soul.
У 2009 році пройшов кастинг у балет «D'arts», і працював у ньому впродовж 2-х років. У 2010 році брав участь у виставі «Дівчинка з сірниками», постановником якого був Микола Бойченко, керівник балету.[джерело?]
Влітку 2010 та в 2011 роках працював у складі балету «D'arts», був учасником офіційного балету «Республіки Казантип».
Влітку 2011 року вийшла перша пісня «ТайУлетаю», до якої також був знятий відеокліп за допомогою мобільного телефону.
У 2011 році різні популярні естрадні виконавці запрошували Дмитра на зйомки у своїх кліпах: Потап і Настя Каменських «Выкрутасы», гурт «Інфініті» «Ну и пусть», INKA «Pump it». Також Монатик виступав хореографом-постановником відеороботи співачки Йолки «На большом воздушном шаре».

### 2012— дотепер: Творчий розвиток
В серпні 2012 року Дмитро дебютував у ролі композитора з треком Світлани Лободи «40 градусов» на «Crimea Music Fest». В цьому ж році він був композитором в декількох епізодах проєкту «Альо, Директор!» зі Світланою Лободою на телеканалі «ТЕТ».
В листопаді 2012 року виступив на сцені «X-фактора» як запрошений артист.
Після релізів трьох треків у 2012-му році («Воздух», «ТерроризирУ. Е.т», «Важно»), у березні 2013 року Дмитро влаштував кастинг до свого балету і відібрав 4-х танцівників. Разом вони дали концерти в Україні, Білорусі та Росії.
У квітні 2013 року Монатик написав пісню «Собой» для Єви Бушміної, яка стала дебютною сольною роботою співачки. У цьому ж році з'явилися його треки «Прости…», «Саундтрек сегодняшнЕГО дня» та «ДыМ» та відбулася прем'єра кліпу на пісню «Прости…». У червні 2013-го року — прем'єра кліпу на трек «Клавіши», котрий Дмитро записав разом зі своїм земляком, луцьким репером KOVALERO.
8 листопада 2013-го року артист презентував публіці свою музичну новинку — сингл «Улыбаясь» із гаслом — «Живи, люби, борися — „Улыбаясь“».[джерело?]
12 грудня 2014 року, під час великого сольного концерту в Києві, відбулася презентація дебютного сольного альбому «Саундтрек сегодняшнЕГО дня (С. С. Д.)».
5 червня 2014 року в Інтернеті та на провідних музичних каналах відбулася прем'єра нового відеокліпу «В лучшем свете», режисером якого став танцюрист Анатолій Сачівко. Пізніше відеоробота отримала схвальний відгук Алана Бадоєва, одного з найвідоміших українських кліпмейкерів.
24 серпня 2014 року артист представив україномовну пісню «Може, вже досить» із закликом до припинення війни Росії проти України на Донбасі. У листопаді 2014 року відвідав Київ, Одесу, Львів, Дніпро та Харків із програмою «Сейчас». Ця подія збіглася у часі з прем'єрою однойменного синглу. На початку 2015 року співак записує два дуети на авторські пісні — з Ганною Сєдоковою (пісня «Тише») та «Quest Pistols Show» (трек «Мокрая»). На обидві композиції було відзнято відеокліпи.
25 травня 2016 року презентував свій другий альбом «Звучит». До платівки увійшло 16 композицій.

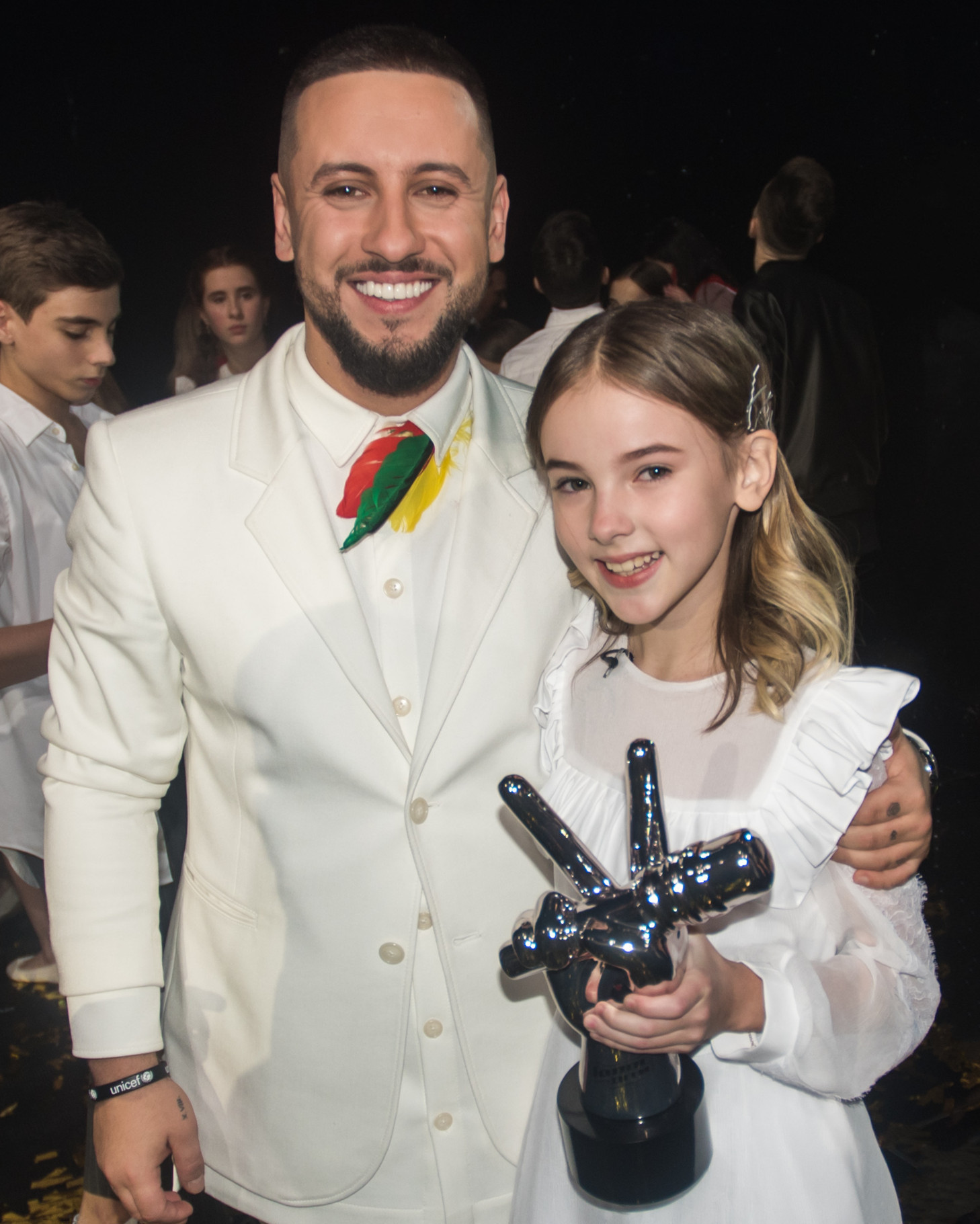
Монатик та Данелія Тулешова на фіналі шоу «Голос. Діти 4»

9 травня 2017 року виступив на відкритті першого півфіналу Євробачення-2017 з піснею «Кружит» (перекладеною англійською — «Spinning»).
Восени 2017 року зайняв місце одного із судді танцювального шоу «Танці з зірками».
Шоу «Vitamin D», презентація якого відбулася в жовтні 2017 року київському Палаці спорту, визнано «Найкращим концертним шоу» за версією музичної премії YUNA, а також телевізійної премії «Телетріумф». Телетрансляція шоу здійснювалася на телеканалі «1+1» в новорічну ніч.
У квітні Монатик випустив спільний трек «Цей день» із Ніною Матвієнко, а у липні вийшла спільна композиція співака із Надією Дорофєєвою «Глубоко».
Одним із найважливіших досягнень луцького виконавця можна назвати виступ на стадіоні «Олімпійський» у 2019 році. Головну спортивну арену до нього вдавалося зібрати лише співаку Святославу Вакарчуку.[джерело?]
У 2020 році, за даними TopHit, MONATIK зібрав 34 997 116 переглядів в YouTube, а відеокліп на пісню «вечерИночка» — 12 080 531 перегляд.
У липні 2021 року MONATIK випустив першу сольну пісню за 2 роки — «Зажигать/JoMo». Кліп на пісню зняла українська кліпмейкерка Таня Муіньо.
У грудні 2021 року MONATIK випустив кавер на пісню «Скрябіна» «Старі фотографії» з альбому «Танго» (2005). Це саундтрек до фільму за мотивами повісті Андрія Кузьменка «Я, „Побєда“ і Берлін».

## Виступи в Росії
Мультиартист MONATIK їздив з концертами до Росії після того, як РФ приєднала Крим. Востаннє Дмитро виступав у Росії 2015 році. В інтервʼю він неодноразово пояснював свій вчинок.
«Тоді був інший шоубізнес та інші правила. До 2014 року відчувалося, що доки пісня не стане популярною в Росії, то й в Україні вона не так сильно грає. У 2014 році все почало змінюватися, але все одно. Наші пісні в Україні почали сприйматись краще, що подарувало нам можливість не дуже думати про той ринок, а розвиватися вдома. Я їздив у РФ після 2014 року. Усі завжди хочуть більше і більше. Так ми, люди, влаштовані. Коли чогось досягаємо, то хочеться більше»
Артист визнав, що рішення не виступати в РФ одним з найголовніших в житті. Крім того, в нього є спільний хіт з артистом L'ONE "Сон", який на той момент перебував у російському лейблі Black Star. Лейбл належить "путіністу", прихильнику диктаторської влади РФ, артисту Тіматі. Кліп на ютубі набрав понад 24 мільйони переглядів.
Також під час візитів у Росію Дмитро Монатік брав участь в блозі "путініста" Амірана Сардарова "Днєвнік Хача".

## Інше
У лютому 2017 року стало відомо, що співак виступить у Москві. Але згодом Дмитро скасував концерт з політичних причин.
У січні 2018 року знявся в рекламі російського оператора «Мегафон».
У 2019 році була презентована колаборація з відомою українською дизайнеркою прикрас Валерією Гуземою і її брендом Guzema Fine Jewelry. Колекцію було приурочено до всеукраїнського туру співака «Love It Ритм».
20 квітня 2022 року артисту заборонили в'їзд на територію РФ на 50 років.

## Особисте життя
Дружина — Ірина Монатик. Мають трьох синів Платона (нар. 2015 р.), Данила (нар. 2017 р.) та Леона (нар.2024)

## Альбоми
| 2013 : Саундтрек сегодняшнЕГО дня (С. С. Д.) 1. «Intro» 2. «ДыМ» 3. «ТайУлетаю» 4. «Важно» 5. «Саундтрек сегодняшнЕГО дня (С. С. Д.)» 6. «Воздух» 7. «Прости…» 8. «Улыбаясь» 9. «В лучшем свете» 10. «Жадная» 11. «ТерроризирУ. Е.т» 12. «Прости…» (GreenLeto & Sam Radeo Remix) [Extended Version] 13. «Важно» (live acustic version) (feat. Open Kids) |

| 2016 : Звучит 1. Мудрые деревья 2. Кружит 3. Тише (з Анною Сєдоковою) 4. Музыкально-танцевальная терапия 5. Пока ты на танцполе 6. Мокрая (з Quest Pistols Show) 7. Путь 8. УВЛИУВТ (Упали в любовь и ударились в танцы) 9. Каждый из нас 10. Ещё один 11. Засияем 12. Сейчас 13. Вот наше время! 14. Выходной 15. Ты… 16. Вечность |

| 2019 : LOVE IT ритм 1. INTRO 2. То, от чего без ума 3. Красиво (з Alyona alyona) 4. Цей день (з Матвієнко Ніна Митрофанівна) 5. Каждый раз 6. Опасность 7. Глубоко (з Дорофєєва Надія Володимирівна) 8. Все сердца открыты 9. Love IT ритм 10. Все, что мне нужно 11. Сильно 12. Vitamin D 13. С.О.В.А? 14. Добеги (з Lida Lee) 15. Ресницы безопасности 16. Жизнь поет 17. Каждый миг 18. Зашиваю душу 19. МОиМ 20. OUTRO |

| 2019 : Мріяти не шкідливо 1. Мріяти не шкідливо 2. Свято наближається 3. Батькам 4. Краса |

| 2022 : ART Оборона 1. І навіть, якщо у мене залишився лише день... 2. From U to z 3. 2022 4. Молчунам 5. Ми вистоїмо 6. ART Оборона 7. I.V. 8. Пригорни 9. Так і буде (feat. DANЯ & PLATON) |

| 2025 : Вічно Танцююча Людина 1. Отже... 2. Привіт 3. Вічно Танцююча Людина 4. РитмоLove 5. 19:24 (один вихід) 6. Сила 7. I.D. (feat. OTOY) 8. 01:10 (Час) 9. не мине 10. 13:54 (душа) 11. Назавжди 12. усі ті ноти... 13. А що? 14. Казка 15. Про тебе (feat. KAZKA) 16. 18:53 (продовжуй створювати...) 17. Так вмієш лиш ти 18. Спогади (feat. Phil it) 19. Інь-Ян (feat. ROXOLANA) 20. If you know what I mean (feat. DOROFEEVA) 21. Про Чарівну 22. 17:24 (навколо темно) 23. Дивна ніч 24. Скромність (feat. Alina Pash) 25. 14:44 (навіть більше) 26. "127" (feat. KOLA) 27. Люди... Камені... 28. Все моє життя 29. Музика (feat. Volodymyr Dantes & Дурнєв) 30. 22:03 (Ти як?) 31. Направляй мене 32. 03:07 (До зустрічі...) |

## Сингли
- «ТайУлетаю» (2011)
- «Воздух» (2012)
- «ТерроризирУ. Е.т» (2012)
- «Важно» (2012)
- «Прости…» (2013)
- «Клавіші» (ft. KOVALERO) (2013)
- «Саундтрек сегодняшнЕГО дня» (2013)
- «ДыМ» (2013)
- «Улыбаясь» (2013)
- «В лучшем свете» (2014)
- «Може, вже досить» (2014)
- «Сейчас» (2014)
- «Тише» (з Ганною Сєдоковою) (2015)
- «Мокрая» (з Quest Pistols Show) (2015)
- «Выходной» (2015)
- «Друг мой дорогой» (саундтрек «По той бік»/«По ту сторону») (2016)
- «Spinning» (2017)
- «Vitamin D» (2017)
- «То, о чего без ума» (2018)
- «Цей день» (ft. Ніна Матвієнко) (2018)
- «Глубоко…» (ft. Надія Дорофєєва) (2018)
- «Вечериночка» (ft. Віра Брежнева) (2020)
- «ритмоLOVE» (ft. Lida Lee & Nino Basilaya) (2020)
- «Людям передайте» (з Команда 2021) (2021)
- «Зажигать/JoMo» (2021)
- «Старі фотографії» (із к/ф "Я, "Побєда", і Берлін") (2021)
- «ART Оборона» (2022)
- «Дивна ніч» (2022)
- «Інь Ян» (з ROXOLANA) (із к/ф "Сусідка") (2022)
- «Сила» (2023)
- «Кожний раз» (Repaired) (2023)
- «Все моє життя» (2023)
- «Те, від чого без тями» (Repaired) (2023)
- «Люди... Камені...» (2023)
- «Мокра» (Repaired) (2023)
- «Напрявляй мене» (2023)
- «Сильно» (Repaired) (2023)
- «Про Чарівну» (2023)
- «Vitamin D» (Repaired) (2023)
- «Привіт» (В.Т.Л. Intro) (2024)
- «Вічно Танцююча Людина» (2024)
- «Спешл» (з TNMK & OTOY) (за участі виконавців Міша Правильний & Богдан Купер) (2024)
- «А що?» (2024)
- «Кружить» (Repaired) (2024)

### Відеокліпи
| №  | Кліп                                                                          | Рік  | Режисер          |
| -- | ----------------------------------------------------------------------------- | ---- | ---------------- |
| 1  | ТайУлетаю                                                                     | 2011 |                  |
| 2  | Воздух                                                                        | 2012 |                  |
| 3  | ТерроризирУ. Е.т                                                              | 2012 |                  |
| 4  | Важно (live acoustic version) (разом з Open Kids)                             | 2012 |                  |
| 5  | Прости…                                                                       | 2013 | Микола Бойченко  |
| 6  | Клавіші (разом з KOVALERO)                                                    | 2013 | Андрій Лисанов   |
| 7  | В лучшем свете                                                                | 2014 | Анатолій Сачівко |
| 8  | Тише (разом з Ганною Седоковою)                                               | 2015 | Сергій Гуман     |
| 9  | Мокрая (разом з Quest Pistols Show)                                           | 2015 | Юрій Бардаш      |
| 10 | Сейчас                                                                        | 2015 | Тарас Голубков   |
| 11 | Выходной                                                                      | 2016 | Таня Муїньо      |
| 12 | Кружит                                                                        | 2016 | Таня Муїньо      |
| 13 | Вечность                                                                      | 2016 | Таня Муїньо      |
| 14 | УВЛИУВТ (Упали в любовь и ударились в танцы)                                  | 2017 | Таня Муїньо      |
| 15 | Vitamin D                                                                     | 2017 | Таня Муїньо      |
| 16 | То, от чего без ума                                                           | 2018 | Таня Муїньо      |
| 17 | Глубоко (разом з Надією Дорофєєвой)                                           | 2018 | Таня Муїньо      |
| 18 | LOVE IT ритм                                                                  | 2019 | Таня Муїньо      |
| 19 | Каждый раз                                                                    | 2019 | Таня Муїньо      |
| 20 | Сильно                                                                        | 2020 | Таня Муїньо      |
| 21 | Вечериночка (разом з Вірою Брежневою)                                         | 2020 | Таня Муїньо      |
| 22 | Кобра (разом з The Hardkiss)                                                  | 2020 | Валерій Бебко    |
| 23 | УВЛИУВТ на улице Пикадилли (разом з Лайма Вайкуле, Lida Lee та Nino Basilaya) | 2020 | Таня Муїньо      |
| 24 | ритмоLOVE (разом з Lida Lee та Nino Basilaya)                                 | 2020 | Таня Муїньо      |

### Участь у відеокліпах
| Рік  | Назва                            |
| ---- | -------------------------------- |
| 2016 | «Под дождём» (разом з Грін грей) |
| 2016 | «Сон» (разом з L'One)            |

## Кіно та телебачення
- Знявся в епізодичних ролях у російських серіалах «Повернення Мухтара» та «Щоденники темного [Архівовано 14 грудня 2018 у Wayback Machine.]» (ТЕТ).
- 2012 — дійшов до фіналу шоу «Зірковий ринг». Наприкінці цього ж року взяв участь у шоу Танцюють всі-3 та став фіналістом шоу X-Фактор.
- У 2016 році став зірковим тренером у проєкті «Голос. Діти» на телеканалі 1+1.
- 2 лютого 2017 року з'явилась реклама телефонів Samsung з участю Монатика.
- У серпні 2017 став суддею в шоу «Танці з зірками».
- У 2018 році знявся в епізодичній ролі в українській комедії «Скажене весілля» і потім у 2019 у «Скажене весілля 2».
- У 2019 році став зірковим тренером в шоу «Голос країни».
- У 2020 році взяв участь в українському дубляжі мультфільму «Тролі 2: Світове турне», де дублював Принца Ді[19].
- У 2020 році взяв участь у телешоу Маскарад як учасник однієї з команд.

## Фільмографія

### Дублювання українською
- «Співай» — Едді (дубляж студії «Le Doyen Studio»)[20]
- «Тролі 2: Світове турне» — Принц Ді (дубляж студії « Le Doyen»)[21]
- «Викрадена принцеса: Руслан і Людмила» — Голова (дубляж студії «Постмодерн»)[22]

## Нагороди, премії та номінації
На урочистому параді до 30-ї річниці незалежності України Монатик отримав почесне звання Заслужений артист України.
| Рік  | Премія                              | Номінація                                       | Результат | Примітка                                                        |
| ---- | ----------------------------------- | ----------------------------------------------- | --------- | --------------------------------------------------------------- |
| 2013 | YUNA                                | Найкращий композитор                            | Номінація |                                                                 |
| 2015 | YUNA                                | Найкращий співак                                | Номінація |                                                                 |
|      | M1 Music Awards                     | Прорив року                                     | Перемога  |                                                                 |
| 2016 | M1 Music Awards                     | Найкращий співак                                | Перемога  |                                                                 |
| 2016 | M1 Music Awards                     | DANCE PARADE (спільно з «Kiss FM»)              | Номінація | пісня «Кружит»                                                  |
| 2016 | YUNA                                | Найкращий соло-артист                           | Номінація |                                                                 |
| 2016 | YUNA                                | Найкращий дует                                  | Номінація | Пісня «Мокрая» (разом з «Quest Pistols Show»)                   |
| 2017 | YUNA                                | Найкращий альбом                                | Перемога  | альбом «Звучит»                                                 |
| 2017 | YUNA                                | Найкращий кліп                                  | Перемога  | кліп «Кружит» (реж. Таня Муїньо)                                |
| 2017 | YUNA                                | Найкраща пісня                                  | Номінація | пісня «Кружит»                                                  |
| 2017 | VIVA! Найкрасивіші                  | Прорив року                                     | Перемога  |                                                                 |
| 2017 | M1 Music Awards                     | Найкращий співак                                | Номінація |                                                                 |
| 2017 | M1 Music Awards                     | DANCE PARADE (спільно з «Kiss FM»)              | Перемога  | пісня «Vitamin D»                                               |
| 2017 | Elle Style Awards 2017              | Найкращий співак                                | Перемога  |                                                                 |
| 2017 | Elle Digital Awards                 | Один день Elle MAN із зіркою                    | Перемога  |                                                                 |
| 2017 | За версією чоловічого журналу «XXL» | Музикант року                                   | Перемога  |                                                                 |
| 2018 | M1 Music Awards                     | Проєкт року                                     | Перемога  | пісня «Глубоко…» (feat. Надія Дорофєєва)                        |
| 2018 | Жара Music Awards                   | Найкраще танцювальне відео                      | Перемога  | кліп «Витамин D» (реж. Таня Муїньо)                             |
| 2019 | M1 Music Awards                     | Кліп року                                       | Номінація | кліп «Глубоко» (feat. Надія Дорофєєва) (реж. Таня Муїньо)       |
| 2019 | M1 Music Awards                     | Співак року                                     | Номінація |                                                                 |
| 2019 | M1 Music Awards                     | Dance Parade                                    | Номінація | пісня «Глубоко» (feat. Надія Дорофєєва)                         |
| 2019 | YUNA                                | Найкращий виконавець                            | Перемога  |                                                                 |
| 2019 | YUNA                                | Найкращий відеокліп                             | Перемога  | відеокліп «Глубоко…» (feat. Надія Дорофєєва) (реж. Таня Муїньо) |
| 2020 | Жара Music Awards                   | Відео року                                      | Перемога  | відеокліп «Love It Ритм» (реж. Таня Муїньо)                     |
| 2020 | Top Hit Music Awards                | Найкращий виконавець YouTube Ukraine            | Перемога  |                                                                 |
| 2020 | Top Hit Music Awards                | Відеокліп року (змішаний вокал) YouTube Ukraine | Перемога  | відеокліп «вечерИночка» feat. Віра Брежнєва (реж. Таня Муїньо)  |
| 2021 | YUNA                                | Найкращий виконавець                            | Перемога  |                                                                 |